# Вулиця Дружби (Конотоп)
Вулиця Дружби — вулиця міста Конотоп Сумської області.

## Розташування
Пролягає від вулиці Петра Сагайдачного до вулиці Сарнавської.

## Історія
Про існування вулиці відомо з 1920-х років.
Перша назва — вулиця Завгородньо-Сарнавська. Назва відповідала розташуванню вулиці вздовж північно-західної околиці міста.
З середини XX століття — вулиця Дружби.